# Brâncovenești
Brâncovenești [ˈbrɨnkoveneʃtʲ] (veraltet Ieciu oder Delavrancea; deutsch Wetsch, ungarisch Marosvécs oder Vécs) ist eine Gemeinde im Kreis Mureș in der Region Siebenbürgen in Rumänien.

## Geographische Lage

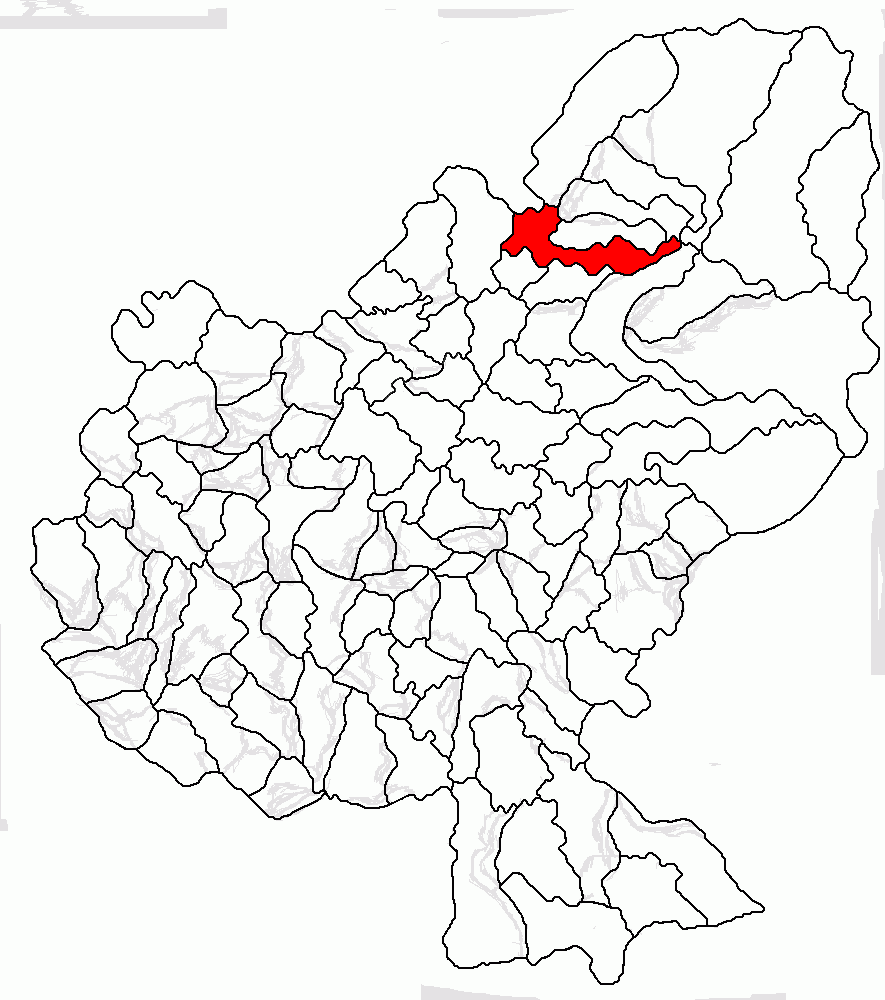
Lage der Gemeinde Brâncovenești im Kreis Mureș

Die Gemeinde Brâncovenești liegt im Reener Ländchen (Ținutul Reghinului) im nördlichen Teil des Siebenbürgischen Beckens. Am rechten Ufer des Mureș (Mieresch), am Drum național 15 und an der Bahnstrecke Târgu Mureș–Deda–Gheorgheni liegt der Ort zehn Kilometer nordöstlich von der Stadt Reghin (Sächsisch-Regen) und etwa 40 Kilometer nordöstlich von der Kreishauptstadt Târgu Mureș (Neumarkt am Mieresch) entfernt. Die eingemeindeten Dörfer liegen zwischen fünf und zehn Kilometer vom Gemeindezentrum entfernt.

## Geschichte
Der Ort Brâncovenești wurde erstmals 1228 urkundlich erwähnt.
Auf eine Besiedlung des Ortes in der Römerzeit, deuten archäologische Funde im Garten des Brâncovenești-Schlosses. Hier wurden in den 1970er Jahren bei Ausgrabungen unter der Leitung des Archäologen Dumitru Protase die Spuren des Kastell Brâncovenești festgestellt. Des Weiteren wurden in einem Wald nördlich des Gemeindezentrums über 40 Urnen gefunden, diese sind noch keinem Zeitalter zugeteilt. Auch im eingemeindeten Dorf Vălenii de Mureș (Gassen) ist auf dem Areal, von den Einheimischen (Elövár) genannt, ein Wachturm vermerkt, der ebenfalls aus der Römerzeit stammt.
Im Königreich Ungarn gehörte die heutige Gemeinde dem Stuhlbezirk Régen felső (Ober-Regen) im Komitat Maros-Torda, anschließend dem historischen Kreis Mureș und ab 1950 dem heutigen Kreis Mureș an.

## Bevölkerung
Die Bevölkerung der Gemeinde Brâncovenești entwickelte sich wie folgt:
| 1850 | 3.619 | 1.950 | 1.370 | - | 299            |
| 1920 | 5.032 | 2.978 | 2.005 | 4 | 45             |
| 1941 | 5.529 | 2.830 | 2.421 | 8 | 270            |
| 2002 | 4.518 | 2.080 | 2.256 | - | 182            |
| 2011 | 3.972 | 1.593 | 1.852 | - | 527            |
| 2021 | 3.559 | 1.447 | 1.599 | 2 | 511 (223 Roma) |

Seit 1850 wurde auf dem Gebiet der heutigen Gemeinde die höchste Einwohnerzahl (5.568) 1977 registriert. Die höchste Einwohnerzahl der Rumänen wurde 1920, die der Magyaren (2.837) 1977, der Roma (298) 2011 und die der Rumäniendeutschen (36) 1900 ermittelt. Des Weiteren wurden 1941 auch 15 Ukrainer registriert.

## Sehenswürdigkeiten
- In Brâncovenești das Kemény-Schloss,[8] im 16. Jahrhundert errichtet und im 19. erneuert, wurde 1948 verstaatlicht und diente in einem vernachlässigten Zustand als Heim für behinderte Kinder.[4] Der letzte Besitzer des Schlosses war der Schriftsteller Janos Kemény (1903–1971). Von dessen Nachkommen wurde das Schloss am 8. November 2014 offiziell übernommen.[9]
- Im Gemeindezentrum, die reformierte Kirche[10] 1727 errichtet und ein Römerlager auf dem Anwesen des Kemény-Schlosses, stehen unter Denkmalschutz.[11] Des Weiteren ist neben dem Römerlager im sogenannten „Pădurea Trandafirilor“ (Rosenwald; ungarisch Rószás) eine Römerstraße und eine Töpferei vermerkt.[6]
- Im eingemeindeten Dorf Vălenii de Mureș die reformierte Kirche, wurde im 16. Jahrhundert errichtet.[12] Hier stehen Grabdenkmale von 1764 der ungarischen Adelsfamilie Rhédei.[4] Die Kirche steht unter Denkmalschutz.[11]
- Im eingemeindeten Dorf Săcalu de Pădure (Bartdorf), die Holzkirche Înălțarea Domnului im alten Friedhof 1809 errichtet, steht unter Denkmalschutz.[11]

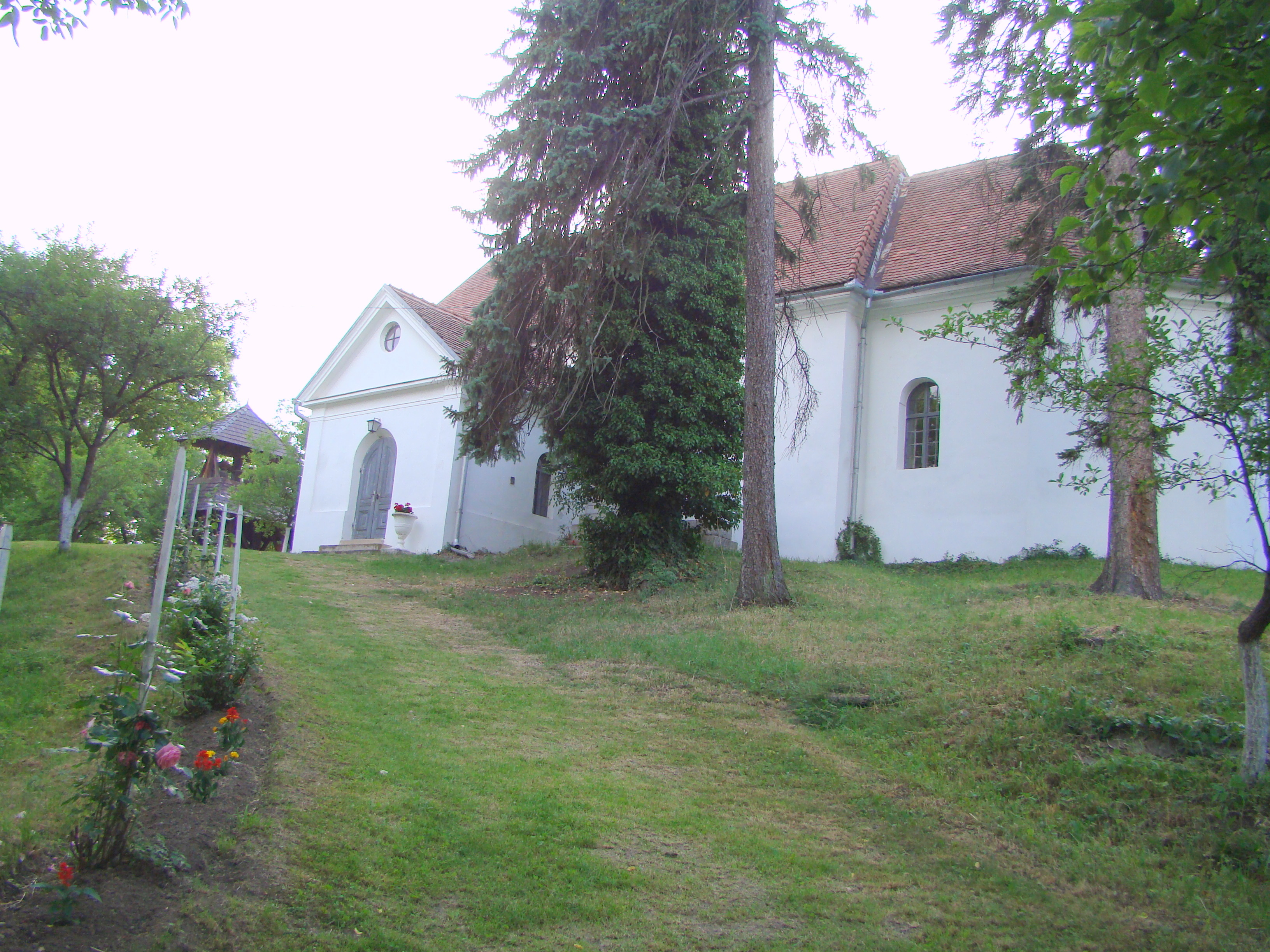
Reformierte Kirche in Brâncovenești
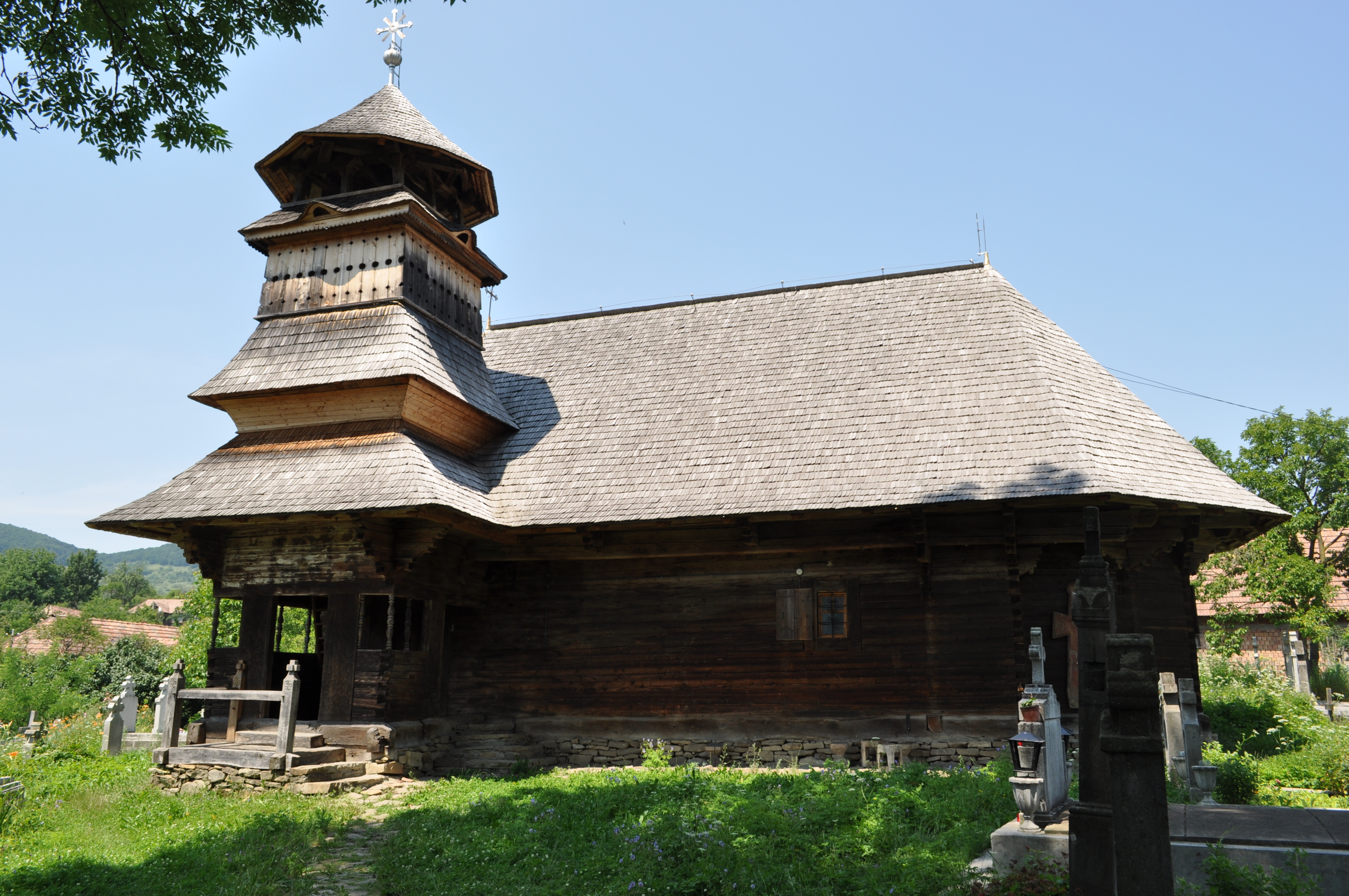
Holzkirche in Săcalu de Pădure
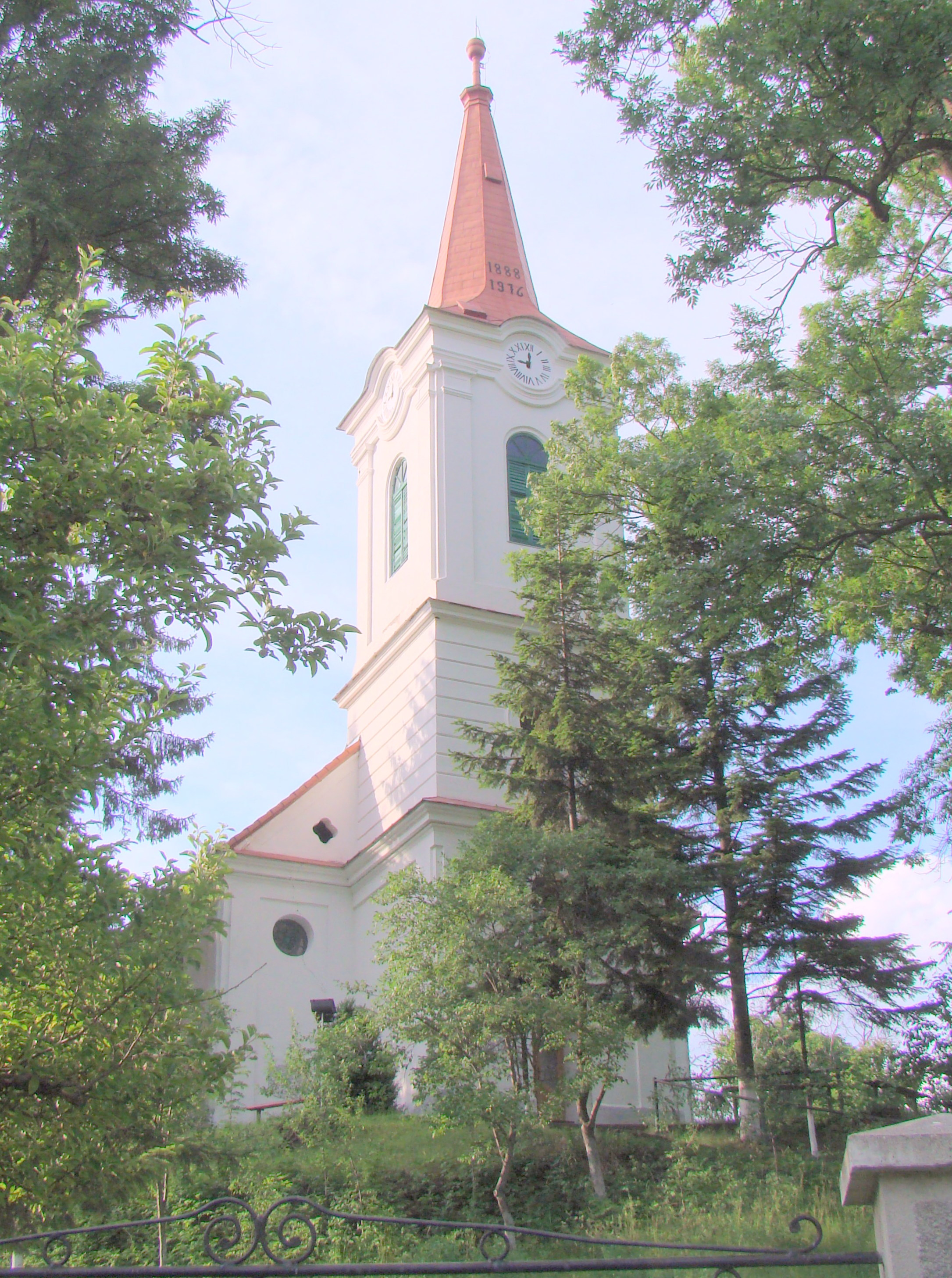
Reformierte Kirche in Vălenii de Mureș
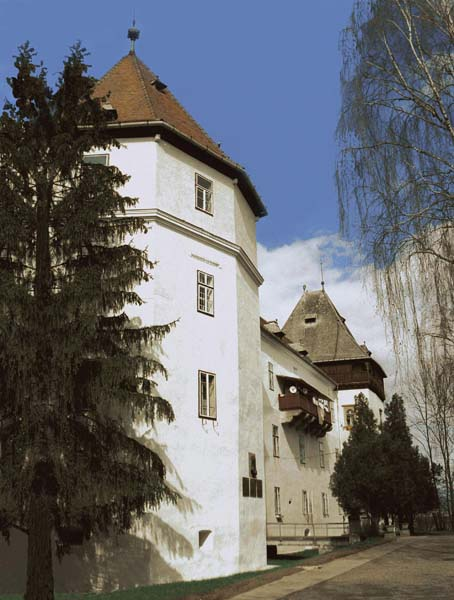
Das Kemény-Schloss

## Persönlichkeiten
- Csaba Németh (* 1951), geboren in Brâncovenești, Publizist und bis 2008 Senator der UDMR im rumänischen Senat.[13]